# Международен турнир по борба „Дан Колов – Никола Петров“
Международният турнир по борба „Дан Колов – Никола Петров“ е най-популярният и силен международен турнир по борба в България, който се провежда ежегодно от 1963 г. Състезанието се провежда в двата стила – класическа и свободна борба, както и за жени.
По време на церемонията по откриване на турнира биват връчвани почетни знаци на личности допринесли за развитието на борбата.

## История
Турнирът носи имената на първите български борци донесли отличия на международно ниво – Никола Петров и Дан Колов. Дан Колов (свободен стил) печели европейското злато през 1936 г. на шампионата в Париж, а Никола Петров (класически стил) триумфира със световната титла в Париж през 1900 г.
През 1963 г. в чест на Никола Петров в България започва провеждането на голям ежегоден международен турнир по класическа борба, носещ името му, а на победителите в него се връчва и „Златен пояс на Никола Петров“. В наши дни спортната надпреварата носи името и на Дан Колов – също родоначалник на българските успехи в борбата.

## Статистика
Борците са спечелили най-много олимпийски медали за България – 69, от които 16 златни, 32 сребърни и 21 бронзови (към 2021 г.). Това е 1/3 от всички български отличия на летни олимпийски игри.
| Година | Издание | Домакин                                                      | Участници                  | Българско участие |
| 2023   | 60-то   | зала „Левски София“ – София                                  | 35 държави (над 320 борци) | |
| 2022   | 59-то   | Дворец на културата и спорта „Васил Левски“ – Велико Търново | 36 държави (над 400 борци) | |
| 2021   | 58-то   | Комплекс С.И.²Л.А. – Пловдив                                 | 20 държави                 | 6 златни, 3 сребърни и 7 бронзови медала |
| 2019   | 57-то   | „Арена Монбат“ – Русе                                        | 45 държави                 | 1 златен, 2 сребърни и 3 бронзови златен пояс на турнира „Дан Колов“ – Георги Вангелов златен пояс на турнира „Никола Петров“ – Даниел Александров |
| 2019   | 56-то   | зала „Арена Монбат“ – Русе                                   | 44 държави (ок. 600 борци) | |
| 2018   |         | зала „Асикс Арена“ – София                                   | 32 държави (ок. 500 борци) | |
| 2017   | 55-то   |                                                              | 25 държави (ок. 350 борци) | |
| 2016   | 54-то   |                                                              | 23 държави (220 борци)     | |
| 2015   | 53-то   |                                                              |                            | |
| 2014   | 52-то   |                                                              |                            | |
| 2013   | 51-то   | зала на ПУ „Паисий Хилендарски“ – Пловдив                    | 27 държави (над 250 борци) | |

## Вижте още
- Международен турнир по борба „Дан Колов – Никола Петров“ 2019